# الصبر في الملاحات (فلم)
الصبر في الملاحات فيلم مصري تم إنتاجه عام 1985 من بطولة سعيد صالح ونبيلة عبيد ومديحة يسري وعزت العلايلي وتحية كاريوكا. القصة لسمير عبد العظيم وإخراج أحمد يحيى.

## قصة الفيلم
قصة الفيلم تدور احداثة عن الشرطية «وفاء» التي يتم تربيتها بواسطة «مدام كوثر» التي تسببت في دخول والدتها الحقيقية السجن بالظلم. تتخرج وفاء من كلية الشرطة وتمرض وتحتاج لنقل كلى وتقوم «مدام كوثر» بالتبرع لها بكليتها وتتزوج وفاء من «الدكتور يحيى» التي قام بعمل العملية لها ومن خلال وظيفتها تتعرف على اللص «عتريس» وتحاول اصلاحة وتجعلة شخصية ايجابية في المجتمع وتعرف وتكتشف أنه أخوها. تحاول إنقاذ أمها «مدام حسنية» من السجن بعد قضاء مدة طويلة وتقوم مدام كوثر بالتكفير عن ذنبها وتعفو عنها حسنية وتشكرها على تربية ابنتها وتواصل رحلة الكشف عن أولادها الذي تشردوا.

## روابط خارجية
- مقالات تستعمل روابط فنية بلا صلة مع ويكي بيانات